# خوماسدال
خوماسدال ضاحية من ضواحي ويندهوك عاصمة ناميبيا. تم إنشاؤها كمنطقة حضرية تحت حكم نظام الأبارتايد. أغلب سكانها من الأفارقة الأصليين لحد الآن. يعيش حوالي 35800 ساكن في خوماسدال على مساحة حوالي 26 كيلومتر مربع.

## تاريخ
حتى استقلال ناميبيا كانت خوماسدال منطقة حضرية ينعم ساكنوها بمستوى اجتماعي أعلى من الأفارقة الأصليين، حاليا خوماسدال تتشكل من بيوت وعقارات متوسطة الحجم، في السنين الأخيرة ومع التطور العمراني اندمجت مدينة وندهوك مع كاتاتورا لدرجة أنه لم يعد هنالك منطقة عازلة بينهما.
في أكتوبر 2006 أعلنت مدينة وندهوك إنشاء أسواق جوارية في خوماسدال، كذلك يتواجد في الضاحية كلية ونيدهوك للتعليم، أحد مراكز التعليم الأربعة في ناميبيا.

## وصلات خارجية
- أحصائيات المنطقة من سنة 2011